# Proceratophrys redacta
Proceratophrys redacta é uma espécie de anfíbio da família Odontophrynidae. Endêmica do Brasil, pode ser encontrada no município de Morro do Chapéu no estado da Bahia.